# Ullegarra
Albums de Dick Annegarn
Frères ?
(1986) Chansons fleuves
(1990)
Ullegarra est un album de Dick Annegarn sorti en avril 1990, peu avant l'album Chansons fleuves. Ce disque sera intégré par Tôt ou tard au triple CD Années Nocturnes.
Le titre de l'album provient du nom de deux personnages de la mythologie mésopotamienne, Ullegarra et Annegarra. Ullegara devient ainsi l'alter-ego d'Annegarra/Annegarn.
La chanson Agostinho est un hommage au coureur cycliste Joaquim Agostinho, mort d'une chute en 1984. L'album fait aussi référence à la catastrophe de Tchernobyl de 1986, et à la ville chinoise de Xilinji, dans l'Heilongjiang sur la Chilka.
La tonalité de cet album est plus rock qu'à l'habitude.

## Liste des titres
33 tours
Face A
1. Informol
2. Est-ce que c'est loin, dis ?
3. Evanesca
4. Agostinho
5. Le traversin

Face B
1. Xilinji
2. Barbotant
3. Tchernobyl blues
4. Une ballade

CD
| No  | Titre                        | Durée |
| --- | ---------------------------- | ----- |
| 1.  | Informol                     |       |
| 2.  | Est-ce que c'est loin, dis ? |       |
| 3.  | Evanesca                     |       |
| 4.  | To know you                  |       |
| 5.  | Le traversin                 |       |
| 6.  | Agostinho                    |       |
| 7.  | Une ballade                  |       |
| 8.  | Tchernobyl blues             |       |
| 9.  | Maudit mal                   |       |
| 10. | Barbotant                    |       |
| 11. | Xilinji                      |       |

## Musiciens
- Dick Annegarn : chant, guitares, claviers, harmonica, programmation
- Jean Avocat : saxophones
- Vincent Charles : batterie, percussions, claviers, programmation

et
- Ali Aouam : gouaille (piste 9)
- Dominique Pifarely : violon (piste 7 et 8)
- Djamel Ait-Mohand : guitare basse (piste 6)
- Yin Chih Lin, Chu Min Hsiao, Su Chun Duan, Nah Nghe, Pater Lee, Kuai Fong Wong, Shou Chang Wu, Shue Tien : chœurs (piste 11)